# Öppna och slutna avbildningar
En öppen avbildning är inom matematik en speciell sorts avbildning som bevarar öppna mängder. En sluten avbildning är en avbildning som bevarar slutna mängder. Mer specifikt, för topologiska rum {\displaystyle (X,\tau _{X})} och {\displaystyle (Y,\tau _{Y})} är en avbildning {\displaystyle T:X\to Y} en öppen avbildning om bildmängden av alla öppna mängder i X är en öppen mängd i Y, eller annorlunda uttryckt:
{\displaystyle G\in \tau _{X}\Rightarrow T(G)\in \tau _{Y}.}.
T är sluten om: 
{\displaystyle F^{c}\in \tau _{X}\Rightarrow T(F)^{c}\in \tau _{Y}.}
För en icke surjektiv avbildning {\displaystyle T:X\to Y} är det viktigt att avgöra om avbildningen är öppen eller sluten med avseende på Y eller på värdemängden för T.
Öppna avbildningar kan ses som en sorts "omvändning" av kontinuerliga avbildningar, då en kontinuerlig avbildning är en avbildning där urbilderna av öppna mängder är öppna.

## Exempel
Avbildningen från R till R definierad enligt {\displaystyle f(x)=x^{2}} är kontinuerlig och sluten, men inte öppen. 
Varje homeomorfi är öppen, sluten och kontinuerlig. En bijektiv kontinuerlig avbildning är en homeomorfi om och endast om den är öppen, eller ekvivalent, sluten.
Om Y är utrustad med den diskreta topologin är varje avbildning till Y både öppen och sluten, men inte nödvändigtvis kontinuerlig. Exempelvis är golvfunktionen från R till Z är både öppen och sluten, men inte kontinuerlig, detta visar dessutom att bilden av ett sammanhängande rum under en öppen eller sluten avbildning inte behöver vara sammanhängande.
Givet en produkt av topologiska rum 
{\displaystyle X=\prod _{j\in J}X_{j}}
så är de naturliga projektionerna
{\displaystyle \pi _{j}:X\to X_{j}}
både öppna och kontinuerliga, men inte nödvändigtvis slutna.

## Egenskaper
En funktion {\displaystyle f:X\to Y} är öppen om och endast om det för alla x i X och för alla omgivningar U till x finns en omgivning V till {\displaystyle f(x)} sådan att {\displaystyle V\subset f(U)}.
Om bilderna av mängderna i en bas är öppna under verkan av en avbildning T så är T öppen.
Öppna och slutna avbildningar kan också karakteriseras med hjälp av det inre och slutna höljet:
T är öppen om och endast om {\displaystyle f(A^{o})\subset f(A)^{o}} för alla {\displaystyle A\subset X}.
T är sluten om och endast om {\displaystyle {\overline {f(A)}}\subset f({\overline {A}})} för alla {\displaystyle A\subset X}.
Sammansättningarna av två öppna avbildningar blir återigen öppen. Motsvarande gäller även för slutna avbildningar.
En bijektiv avbildning är öppen om och endast om den är sluten. Inversen av en bijektiv kontinuerlig avbildning är bijektiv öppen och sluten avbildning (och tvärtom).

## Satser om slutna och öppna avbildningar
Slutna avbildnings-lemmat säger att varje kontinuerlig avbildning från ett kompakt rum till ett Hausdorffrum är en sluten avbildning som även bevarar kompakta mängder.
Inom funktionalanalys säger satsen om den öppna avbildningen att varje surjektiv kontinuerlig linjär avbildning mellan Banachrum är en öppen avbildning.